# Gonioryctus kauaiensis
Gonioryctus kauaiensis är en skalbaggsart som beskrevs av Sharp 1908. Gonioryctus kauaiensis ingår i släktet Gonioryctus och familjen glansbaggar. Inga underarter finns listade i Catalogue of Life.